# 图-110
图-110（Tupolev Tu-110；北約代號：Cooker）是蘇聯基于圖-104放大，增加两部引擎后設計的一款噴氣式民航客機。1957年首飛，然僅製造了4架原型机便取消生產計劃，因此從未投入商用飛行。

## 性能参数

### 其他数据
机组人员：4位

### 动力
动力系统：四台6500公斤（14,330磅）的留里卡AL-7涡喷发动机

### 机体
翼展：37.5米（123英尺0.4英寸）
长度：38.3米（125英尺8英寸）
高度：12米（39英尺4.5英寸）
翼面积：182平方米（1959平方英尺）

### 重量
空重：44,250公斤（97,553磅）
最大起飞重量：79,300公斤（174,824磅）

### 速度
巡航速度：在10,000米（32,810英尺）高度时，速度维持在1,000公里/小时（622英里/小时）

### 高度
最大高度：12,000米（39,370英尺）

### 航程
航程：2,144 英里（3,450 公里）